# 尼康D7200
尼康D7200是一部尼康製造的兩千四百萬像素級別的中端DX格式數位單眼相機，發布於2015年3月2日。相較前一代D7100，D7200採用新的EXPEED4图像处理器使原生ISO上限從6,400提升至25,600，搭載EXPEED 4圖像處理器，也是尼康家族中首款具備NFC功能的數位單眼相機。

## 規格
- 感光元件採用有效像素2416萬像素DX幅面CMOS影像感應器，最大解像度6,000×4,000。[3]
- 採用EXPEED4 圖像處理器。
- 對焦系統採用新一代尼康Multi-CAM 3500DX II對焦系統，延續D7100的51點對焦、15點十字型感應器，但中央對焦點支援到-3EV檢測範圍，其他对焦点支持-2EV。
- 测光系统：尼康D7200使用2016萬像素RGB 感应器的TTL 曝光测光系统。
- 支持的曝光模式：自动模式（自动；自动（闪光灯关闭））；带有柔性程序的程序自动（P）；快门优先自动（S）；光圈优先自动（A）；手动（M）；场景模式（人像；风景；儿童照；运动；近摄；夜间人像；夜景；宴会/室内；海滩/雪景；日落；黄昏/黎明；宠物像；烛光；花；秋色；食物）；特殊效果模式（夜视；彩色素描；模型效果；可选颜色；剪影；高色调；低色调）；U1（用户设定1）；U2（用户设定2）。
- 短片在DX模式下支援FULL HD1080/30P攝錄，1.3x裁切格式以FULL HD1080/60P攝錄。
- 快門速度為1/8000至30秒，支援B快門，感光度支援範圍由ISO 100至ISO 25,600，在單色模式下可向上擴展至102,400，向下可拓展至ISO 50。
- 闪光同步速度：X=1/250 秒；内置闪光灯支持自动FP（高速引闪）快门在1/320 秒或以下速度时，与快门保持同步（速度为1/250至1/320 秒之间时闪光范围缩小）。
- 连拍速度：DX格式下最高6张/秒，1.3X裁切模式下最高7张/秒。
- 3.2英寸TFT LCD螢幕。
- 鎂铝合金機身(頂蓋及後蓋)，防塵防滴，前面板及底部采用了工程塑料。
- 使用記憶卡支援SD卡，SDHC，SDXC（兼容 UHS-I）格式。
- 雙記憶卡插槽，第2個插槽可以用作溢位或備份儲存空間，或用以獨立儲存不同格式照片，照片可以在各張記憶卡之間複製。
- 使用尼康專用的EN-EL15鋰電池。
- 機身重量765克（連電池及記憶卡，但不連機身蓋），淨機身約675克，體積 135.5×106.5×76公釐。